# 刁毓能
刁毓能（Will Tiao，1973年10月31日—），刁姓，臺灣裔美國人，是一位自哥倫比亞大學畢業的美國電影編劇與製片，同時他也是電視演員。
他的父母來自台灣高雄，刁毓能的出生與成長都是來自於美國堪薩斯州賴利郡的郡治曼哈頓。
刁毓能自塔夫斯大學（Tufts University）畢業後，在哥倫比亞大學（Columbia University）完成碩士學位，學的是國際關係。

## 工作經歷
他的第一份工作是在台灣人公共事務會，因此他在美國從事的工作一直與台灣議題有關。
2008年，他身兼編劇、製片、演員，拍攝以台灣白色恐怖時期為背景的電影《被出賣的台灣》。他曾表示，這不僅是一部電影，而是一個運動；拍攝這部片子的最大目的，就是希望白色恐怖永遠不要再發生。

## 外部連結
- 刁毓能在互联网电影资料库（IMDb）上的資料（英文）
- Official site
- 刁毓能︰台灣的前途 台灣人應主動關心[], 自由時報, 2010-08-16